# Лім Чон Сук
Лім Чон Сук (24 листопада 1972) — південнокорейська хокеїстка на траві.
Срібна призерка Олімпійських Ігор 1996 року.